# Грабовец (герб)
Грабовец (пол. Grabowiec) — гласный польский дворянский герб.

## Описание
В щите напол-разделенном, в правом, зелёном поле оленья голова с шеею вправо, а в левом, серебряном, грабовое дерево.
В навершии шлема, дворянскою короною увенчанного, три страусовые пера; на правом крайнем труба дулом вверх, а на левом лесничий топорец, топорищем вниз.

## Герб используют
Герб вместе с потомственным дворянством ВСЕМИЛОСТИВЕЙШЕ пожалован Коммисару Отделения Государственных Имуществ и Лесов Правительственной Комиссии Финансов и Казначейства Густаву Федорову сыну Генке, на основании статьи 2-й пункта 2-го, равно статьи 6-й пункта 2-го и статьи 16-й пункта 4-го Положения о дворянстве 1836 года, грамотою ГОСУДАРЯ ИМПЕРАТОРА и ЦАРЯ НИКОЛАЯ I, 1848 года Марта 31 (Апреля 12) дня. Герб Грабовец Генке внесен в Часть 2 Гербовника дворянских родов Царства Польского, стр. 209.